# Cecil Green
Cecil Green (Dallas, 30 de setembro de 1919 — Winchester, Indiana, Estados Unidos, 29 de julho de 1951) foi um automobilista norte-americano.
Green participou das 500 Milhas de Indianápolis de 1950 e 1951. Nesses anos, a prova contava pontos para o Mundial de Pilotos da Fórmula 1. Seu melhor resultado foi o 4º em 1950. Faleceu num acidente em treinos qualificatórios no Winchester Speedway.